# Spinout
Spinout is een Amerikaanse muziekfilm uit 1966 onder regie van Norman Taurog.

## Verhaal
De popzanger Mike McCoy klust tussendoor bij als autocoureur. Hij staat voor een dilemma, wanneer hij een keuze moet maken tussen drie vrouwen. Een ervan is de drummer van zijn eigen muziekgroep. De tweede is de verwende dochter van een miljonair. De derde is een auteur van boeken over mannen.

## Rolverdeling
| Acteur            | Personage       |
| ----------------- | --------------- |
| Elvis Presley     | Mike McCoy      |
| Shelley Fabares   | Cynthia Foxhugh |
| Diane McBain      | Diana St. Clair |
| Dodie Marshall    | Susan           |
| Deborah Walley    | Les             |
| Jack Mullaney     | Curly           |
| Will Hutchins     | Tracy Richards  |
| Warren Berlinger  | Philip Short    |
| Jimmy Hawkins     | Larry           |
| Carl Betz         | Howard Foxhugh  |
| Cecil Kellaway    | Bernard Ranley  |
| Una Merkel        | Violet Ranley   |
| Frederick Worlock | Blodgett        |
| Dave Barry        | Harry           |